# Servodistributore a triplo comando
Il servodistributore a triplo comando è una componente fondamentale per la frenatura di complessi di veicoli con motrice superiore a 3,5 tonnellate e rimorchio pesante (autotreno o autoarticolato). Il servodistributore a triplo comando gradua e controlla la frenatura di servizio, di stazionamento e di soccorso del complesso veicolo - rimorchio. Inoltre permette un'azione frenante preventiva da parte del rimorchio rispetto alla motrice, così da evitare che, in frenata, il rimorchio eserciti sulla motrice un'azione di spinta, che comprometterebbe la stabilità del complesso di veicoli. Consente inoltre la frenatura del rimorchio anche in caso di rottura di uno dei circuiti frenanti della motrice garantendo, di fatto, l'arrivo di aria al veicolo trainato a prescindere da avarie eventuali a carico dell'impianto frenante del veicolo trainante.

## Funzionamento
Il servodistributore a triplo comando riceve aria:
- dalle sezioni anteriore e posteriore del distributore duplex;
- dalla condotta del distributore a mano;
- dal serbatoio servizi.

L'aria in uscita, invece, si immette in una condotta diretta al servodeviatore modulato e, quindi, al rimorchio (tramite la condotta moderabile).
In condizioni di piena efficienza e non appena il conducente aziona il pedale del freno, l'aria in arrivo da ambedue le sezioni del duplex esercita una spinta nei confronti di due gruppi stantuffo/pistone di comando antagonisti tra loro, entrambi in grado di aprire, per spostamento, la valvola di preimmissione ed immissione del distributore, consentendo il passaggio dell'aria in arrivo dal serbatoio servizi al gruppo valvolare successivo (servodeviatore modulato) e, quindi, al rimorchio.
l'eventuale avaria di una delle due sezioni del duplex non priva il rimorchio dell'aria necessaria, visto, infatti, l'arrivo di aria al servodistributore a triplo comando da parte della sezione rimasta integra, le valvole di preimmissione ed immissione possono comunque essere aperte grazie allo spostamento anche di uno solo dei due stantuffi e del relativo pistone di comando.
La frenatura di stazionamento del rimorchio, invece, avviene privando dell'aria che la riempie la camera alimentata dalla condotta del distributore a mano (mediante l'azionamento del manettino). Tale aria, infatti, quando presente, esercita una spinta su un ulteriore stantuffo che, contrastando la forza esercitata dall'aria in arrivo dal serbatoio, mantiene chiuse le valvole di preimmissione ed immissione. Azionando il distributore a mano, viene scaricata l'aria della camera da esso alimentata, pertanto, venendo meno la spinta che essa esercita quando presente, risulterà esserci unicamente la pressione esercitata dall'aria in ingresso dal serbatoio, dunque le valvole di preimmissione ed immissione si apriranno consentendo il passaggio di quest'ultima verso il servodeviatore modulato e, quindi, verso il rimorchio che rimarrà frenato.